# 周術期
周術期（しゅうじゅつき、英: perioperative period）または周手術期は、入院、麻酔、手術、回復といった、患者の術中だけでなく前後の期間を含めた一連の期間である。

## 概要
「周術」には一般に手術に必要な3つの段階、術前、術中、術後が含まれる。周術期管理は外科医、麻酔科医などにより協同して行われる。それに対応する看護を周術期看護と呼ぶ。